# Juan Jaramillo de Andrade
Juan Jaramillo de Andrade (Montejícar, Granada, 1578 - Santa Fe de Antioquia, 1647) fue político y militar español del s. XVI con el rango de capitán.

## Biografía
Juan Jaramillo de Andrade era hijo de Alonso Jaramillo de Andrade (Zafra, 1540 - 1583) y de su esposa Isabel de Salcedo y Fernández y Toledo. Sus hermanos eran Francisco (1580) e Isabel (1584).
Los Jaramillo de Zafra eran hidalgos de una familia con varios notables conquistadores como Hernando Jaramillo de Andrade, que viajó con los Alvarado a Perú o Juan Jaramillo, que fue capitán de Hernán Cortés y se casó con La Malinche, de quien se sabe que tendría una hija, María Jaramillo. El apellido compuesto "Jaramillo de Andrade" tiene su origen en la unión de un Jaramillo con una De Andrade procedente de una ilustre familia Portuguesa de La Coruña. Los orígenes del apellido Jaramillo podrían encontrarse en los pueblos de Jaramillo de la Fuente o de Jaramillo Quemado de Burgos. En todo caso, se descarta procedan de los Jaramillo de Contreras navarros asentados en Segovia.
Sus padres contrajeron matrimonio en Granada en 1576 y residieron en Montejícar ejerciendo su padre, hidalgo de ejecutoria, en su cargo de Escribano hasta su temprana muerte en 1583. Huérfano de padre Don Juan ingresaba en la Armada de los Galeones de la Carrera de Indias donde formó como marino. El 17 de agosto de 1598 llegaba a Cartagena de Indias al mando del Capitán General de la Armada del Mar Océano Luis Fajardo Chacón con el objeto de defender las costas caribeñas de la actual Colombia. En 1599 viajó a Santa Fe de Antioquía donde vivían parientes suyos de Zafra. Estos eran el primo de su padre el alcalde ordinario García Jaramillo de Andrade, el Regidor Francisco Jaramillo, Rodrigo de Carvajal Jaramillo, encomendero y Fernando Jaramillo. Allí contrajo matrimonio con Juana de Zafra Centeno (1572 en Tunja, Colombia) que la hija de dos acaudaladas familias. Su padre era el capitán Hernando de Zafra Centeno de Badajoz y su madre Juana Taborda López de Albunquerque. Esta, a su vez, era hija del capitán Juan Taborda que era un rico encomendero y minero de Antioquía y de sus primeros conquistadores. En 1599 pidió su baja como marino con el consejo del primo de su padre, que además fue su cuñado, marchó a Nuestra Señora de los Remedios e invirtió su capital en algunos negocios de minas.
Los hijos de Juan de Jaramillo de Andrade fueron  Fernando Jaramillo de Zafra (también conocido como Ferndano de Zafra) y Juan Jaramillo de Zafra (también conocido como Juan Jaramillo de Andrade como su padre). De estas familias descienden casi todos los Jaramillo Colombianos y Zafra especialmente los del Valle del Cauca. 

### Vida militar
De 1617 a 1630 fue regidor de la villa de Santa Fe. En 1625 le otorgaron una encomienda de indios por sus servicios en "La Jornada del Río del Darien" contra los indios Chocoes ya que contribuyó a pacificar aquella zona. En esta campaña el capitán general Juan de Caycedo y Salazar le había nombrado lugarteniente, capitán, y maese de campo gracias a su experiencia y servicios en la Armada. Con posterioridad el mismo General Caycedo le nombró capitán y sargento mayor del ejército para la pacificación de los naturales de la provincia. En 1630 Don Alonso Turillo de Yebra (Granada) que era el gobernador y capitán general de Antioquía le nombra lugarteniente, capitán  justicia mayor par ala Ciudad de Antioquía y sus términos.

### Hacendado
Juan Jaramillo de Andrade se convertiría en un próspero hombre de negocios y en un señalado e influyente patricio. En Santa Fe de Antioquía hizo fortuna con sus minas de oro, con las encomiendas que le adjudicaron y con las haciendas agropecuarias de su familia. Se trata de uno de los genuinos representantes de esa temprana sociedad colonial que nacía en los finales del siglo XVI, después de pacificada la tierra y aquietado el indigenismo, y que se modeló en el territorio americano con el apoyo de las riquezas obtenidas en los años de la conquista y los posteriores de la colonización.